# Bad Grandpa
Pour plus de détails, voir Fiche technique et Distribution.
Bad Grandpa (Jackass Presents: Bad Grandpa), ou Jackass présente : Vilain grand-père au Québec, est un film réalisé par Jeff Tremaine sorti en 2013.

## Synopsis
La mère de Billy va aller en prison. C’est pourquoi Iriving Zisman, un retraité de 86 ans, pervers, ivrogne et qui ne respecte rien, a la charge de conduire son petit-fils Billy chez son père. Il doit traverser les États-Unis et en profite entre autres pour faire des vols à l'étalage, apparaitre à un mariage sans y être convié, assister aux funérailles de sa femme, ou visiter un club de strip-tease. Billy dans l’affaire participe à un concours de beauté pour petites filles. Au bout du compte, Zisman gardera son petit-fils Billy et ne le laissera pas avec son père.

## Fiche technique
- Titre original : Jackass Presents: Bad Grandpa
- Titre français : Bad Grandpa
- Titre québécois : Jackass présente : Vilain grand-père
- Réalisation : Jeff Tremaine
- Scénario : Spike Jonze ; Johnny Knoxville ; Jeff Tremaine
- Musique :
- Société de production : MTV Films ; Productions Dickhouse
- Société de distribution : Paramount Pictures
- Pays d'origine : États-Unis
- Lieu de tournage : États-Unis
- Langue originale : anglais
- Genre : Comédie
- Durée : 1 h 32
- Budget : 15 000 000 $
- Dates de sortie :
  -  États-Unis ;  Canada : 25 octobre 2013
  -  France : 11 décembre 2013

## Distribution
- Johnny Knoxville (VF : Philippe Valmont ; V. Q. : Pierre Auger) : Irving Zisman
- Jackson Nicoll (V. Q. : Xavier Laplante) : Billy
- Georgina Cates (V. Q. : Annie Girard) : Kimmie
- Greg Harris (VF : Emmanuel Karsen ; V. Q. : Louis-Philippe Dandenault) : Chuck
- Blythe Barrington-Hughes
- Kamber Hejlik : Un docteur
- Brittany Mumford

Source et légende : Version québécoise (V. Q.) sur Doublage Québec

## Récompenses et distinctions

### Nominations
- Oscars du cinéma 2014 : Meilleurs maquillages et coiffures pour Stephen Prouty